# Rio Turvo Sujo
O rio Turvo Sujo é um curso de água que banha a Zona da Mata do estado de Minas Gerais, Brasil. É um afluente da margem direita do rio Turvo Limpo e, portanto, um dos rios que integram a bacia hidrográfica do rio Doce.
O rio Turvo Sujo nasce na serra da Mantiqueira, a uma altitude de aproximadamente 800 metros, no município de Coimbra. Em seu percurso, atravessa a zona urbana dos municípios de Coimbra, Cajuri e Viçosa. O rio Turvo Sujo desemboca no rio Turvo Limpo no município de Viçosa próximo aos limites dos municípios de Guaraciaba e Teixeiras.